# إمسدتن
إمسدتن (بالألمانية: Emsdetten) هي مدينة صغيرة تقع شمال غرب ألمانيا ويبلغ عدد سكانها 35737 نسمة حسب إحصائيات 2007 (1429 هجري) و ذات مساحة 71,89 كم مربع.
و تقع المدينة بالقرب من نهر يمس و تبعد عن مدينة راينه 13 كم جنوب شرق.

## توأمة
لإمستدن اتفاقيات توأمة مع كل من:
- Chojnice [الإنجليزية]‏
- هينجيلو